# Cultura de Tarife
A cultura Tarifiana desenvolveu-se na primeira metade do milênio V a.C. (aprox. 4 800 a.C.) nos sítios de El-Tarif e MA2/83. No total produziu 5400 artefatos líticos (raspadores e raspadores laterais, lascas, lâminas, entalhes, denticulados, truncados, buris, micrólitos, ferramentas retocadas e bifaciais) de sílex; a cerâmica não possuía decoração e era temperada com palha, fibra, areia ou pedras trituradas. O conjunto lítico revela "Falta de elos fundamentais com as indústrias posteriores das culturas pré-dinásticas, pasticularmente da Naqadiana". Sua economia era baseada na caça e coleta.